# Furipterus horrens
Furipterus horrens é uma espécie de morcego da família Furipteridae. Pode ser encontrada no norte da América do Sul, região amazônica, leste do Brasil, Trinidad e Tobago; e no Panamá e Costa Rica. É a única espécie do gênero Furipterus.

## Taxonomia
O morcego pertence à família Furipteridae (Mammalia: Chiroptera), que atualmente é composta por apenas dois gêneros: Amorphochilus e Furipterus. A primeira descrição da espécie foi proposta por Frédéric Cuvier em 1828, separando o táxon em um novo gênero Furia. O táxon foi transferido para Furipterus em 1839 por Charles Bonaparte.

## Alcance geográfico
É encontrada na América do Sul e Central. Sua distribuição inclui Costa Rica, Panamá, sul do Brasil e Bolívia. No Brasil, foi registrado em 12 regiões diferentes, abrangendo os biomas da Amazônia, a Caatinga, o Cerrado e a Mata Atlântica.

## População
Suas populações são raras e muito locais, mas generalizadas. Os machos e fêmeas podem viver separadamente durante algumas partes do ano. Foram encontrados mais de 60 machos ocupando uma cavidade.

## Habitat
É encontrada em cavernas. Além disso, está associada a ambientes úmidos, sendo que foram detectados com muito mais frequência em grandes lagos.